# Lâm Bưu
Lâm Bưu (林彪, bính âm: Lín Biāo; Wade-Giles: Lin Piao; tên khai sinh: 林育蓉 Lâm Dục Dung; 1907-1971) là một nhà hoạt động chính trị và quân sự Trung Quốc, nguyên soái của Cộng hòa Nhân dân Trung Hoa, Phó Thủ tướng kiêm Bộ trưởng Quốc phòng.

## Tham gia cách mạng
Lâm Bưu sinh năm 1907, trong một gia đình địa chủ ở Hoàng Cương, tỉnh Hồ Bắc. Năm 1925 ông gia nhập Liên đoàn Thanh niên Cộng sản Trung Quốc, sau đó gia nhập Đảng Cộng sản Trung Quốc khi đang theo học Trường Quân sự Hoàng Phố. Trong cuộc Vạn Lý trường chinh Lâm Bưu giữ chức Sư trưởng Bát lộ quân. Năm 1945, Lâm Bưu giữ chức tư lệnh quân dã chiến Đông Bắc.
Khi Chiến tranh Triều Tiên nổ ra, Lâm Bưu lấy cớ ốm đau không nhận chỉ huy quân chí nguyện Trung Quốc ở Triều Tiên và Bành Đức Hoài đảm nhiệm cương vị này.

## Đỉnh cao quyền lực

Từ trái qua: Lâm Bưu và Mao Trạch Đông

Năm 1955, ông được phong nguyên soái và thường xuất hiện bên cạnh Mao Trạch Đông như nhân vật số hai trong quân đội.
Năm 1955, Lâm Bưu vào Bộ Chính trị Đảng Cộng sản Trung Quốc cùng lúc với Đặng Tiểu Bình và đến năm 1958, Lâm Bưu là một trong 5 Phó Chủ tịch Đảng Cộng sản Trung Quốc.
Năm 1966, Lâm Bưu nhảy từ vị trí thứ 6 lên vị trí thứ 2 khi trở thành Phó Chủ tịch Đảng duy nhất.
Tại Đại hội Đảng Cộng sản Trung Quốc lần thứ IX (1969) Lâm Bưu là Phó Chủ tịch Đảng duy nhất và được chọn là người kế vị Mao Trạch Đông, được mệnh danh là "Phó Thống soái".
Lâm Bưu còn là Phó Thủ tướng từ năm 1954 cho đến lúc mất (1971).
Năm 1959, Lâm Bưu giữ chức Bộ trưởng Quốc phòng thay Bành Đức Hoài đang bị đình chỉ mọi chức vụ và quản chế tại nhà riêng. Lâm Bưu cũng được coi là kiến trúc sư của Cách mạng Văn hóa.

## Trốn chạy
Ngày 13 tháng 9 năm 1971, Lâm Bưu tử nạn máy bay ở Mông Cổ khi đang trốn chạy sau vụ mưu sát Mao Trạch Đông không thành. Tuy nhiên có người cho rằng Lâm Bưu không phải chết vì máy bay bị rơi mà do hỏa tiễn bắn khi đi ăn tiệc về.
Năm 1973, Lâm Bưu bị khai trừ khỏi Đảng Cộng sản Trung Quốc. Năm 1981, ông bị Tòa án Tối cao nước Cộng hòa Nhân dân Trung Hoa kết tội phản cách mạng.
Sinh thời Lâm Bưu được coi là một trong những tướng lĩnh xuất sắc nhất của Hồng quân Trung Quốc. Tuy nhiên theo sử gia Philip Short, một chuyên gia về Mao Trạch Đông thì Lâm Bưu không phải là một nhà chiến lược quân sự lỗi lạc và cũng không phải là một tên phản loạn như tuyên truyền.